# 彈性碰撞
彈性碰撞是碰撞前後整個系統動能不變的碰撞。彈性碰撞的必要條件是動能沒有轉成其他形式的能量（熱能、轉動能量），例如：原子的碰撞。

## 一維碰撞
動能守恆：(初速度记为 {\displaystyle u}，末速度记为 {\displaystyle v})
{\displaystyle {\frac {1}{2}}m_{1}u_{1}^{2}+{\frac {1}{2}}m_{2}u_{2}^{2}={\frac {1}{2}}m_{1}v_{1}^{2}+{\frac {1}{2}}m_{2}v_{2}^{2}}
動量守恆：
{\displaystyle \,\!m_{1}u_{1}+m_{2}u_{2}=m_{1}v_{1}+m_{2}v_{2}}
从动量守恒式解 {\displaystyle v_{1}}：
{\displaystyle v_{1}={\frac {m_{1}u_{1}+m_{2}u_{2}-m_{2}v_{2}}{m_{1}}}}
我们不想让 {\displaystyle v_{1}} 的分子中出现末速 {\displaystyle v_{2}}，这里需要一些技巧换掉 {\displaystyle v_{2}}！
对动能守恒式使用平方差公式：
{\displaystyle m_{1}u_{1}^{2}+m_{2}u_{2}^{2}=m_{1}v_{1}^{2}+m_{2}v_{2}^{2}}
{\displaystyle m_{1}(u_{1}-v_{1})(u_{1}+v_{1})=m_{2}(v_{2}-u_{2})(v_{2}+u_{2})}
对动量守恒式移项：
{\displaystyle m_{1}(u_{1}-v_{1})=m_{2}(v_{2}-u_{2})}
上面两式直接相除：
{\displaystyle u_{1}+v_{1}=v_{2}+u_{2}}
现在可得 {\displaystyle v_{1}} 的最终形式：
{\displaystyle v_{1}={\frac {m_{1}u_{1}+m_{2}u_{2}-m_{2}(u_{1}+v_{1}-u_{2})}{m_{1}}}}
把 {\displaystyle v_{1}} 整理到一起：
{\displaystyle v_{1}={\frac {u_{1}(m_{1}-m_{2})+2m_{2}u_{2}}{m_{1}+m_{2}}}}

同理，使用相同的套路也可得：
{\displaystyle v_{2}={\frac {u_{2}(m_{2}-m_{1})+2m_{1}u_{1}}{m_{1}+m_{2}}}}
或用質心速度化簡為：
{\displaystyle u_{1}+v_{1}={\frac {2m_{1}v_{1}+2m_{2}v_{2}}{m_{1}+m_{2}}}=2v_{\textrm {CoM}}}
和
{\displaystyle u_{2}+v_{2}=2v_{\textrm {CoM}}}

### 性質
- {\displaystyle v_{1}-v_{2}=u_{2}-u_{1}} ：一個物件相對另一個物件的速度，在碰撞後逆轉。
- 物件在碰撞前後的平均動量相同。
- 質心的速度不變。
- 兩個碰撞物的質量相同，則兩者速度互換。
- 若一物碰撞一個質量相對極小的另一物，則前者的速度幾乎不變，而後者以近乎原前者兩倍速度彈出。
- 若一物碰撞一個質量相對極大的另一物，則前者的以近乎原速率反彈，而後者幾乎不動。

### 例子

兩相同質量物體的完全彈性碰撞

兩相同質量物體完全彈性碰撞

兩不同質量物體完全彈性碰撞

## 應用
中子减速劑有許多質量小的原子核的原子（另一個好處是它們不易吸收中子），因為質量最小的原子核和中子的質量十分接近。